# Takahiro Moriuchi
Takahiro Moriuchi (森内 貴寛?, Moriuchi Takahiro; Tokyo, 17 aprile 1988) è un cantante e musicista giapponese, soprannominato Taka.

## Biografia
Nato nel 1988, è figlio dei cantanti Masako Mori e Shinichi Mori (Kazuhiro Moriuchi). Ha due fratelli che sono Tomohiro Moriuchi e Hiroki Moriuchi, quest'ultimo cantante del gruppo My First Story.
Nel 2002 firma un contratto con la Johnny & Associates e entra a far parte della boy band NEWS, che lascerà nel 2004. Nel 2004, per breve tempo, fa parte di un gruppo chiamato Chivalry of Music.
Nel 2005 viene invitato a far parte del gruppo One Ok Rock dal chitarrista Toru Yamashita. La band pubblica il suo primo CD indipendente nel 2006, poi pubblicando il primo album in studio ufficiale dal titolo Zeitakubyō nel 2007. Il gruppo si consacra nel 2012 con il singolo The Beginning.
Nel 2013 collabora con i Simple Plan per una versione di Summer Paradise inclusa nella edizione giapponese dell'album Get Your Heart On!. Nel 2015 collabora con Against the Current (Dreaming Alone) e F.T. Island (coatuore di due brani dell'album 5.....GO).
Nel 2015 gli One Ok Rock firmano un contratto con la statunitense Warner Bros. Records e pubblicano una versione inglese dell'album 35xxxv.
Nel 2016 collabora con Aimer come autore, produttore e cantante di alcune tracce dell'album daydream. L'album seguente degli One Ok Rock Ambitions (2017) verrà pubblicato in lingua inglese invece dalla Fueled by Ramen. Nel 2017 collabora con i Goldfinger per Don't Let Me Go, brano incluso nell'album The Knife.
Il 27 ottobre 2017 partecipa a Linkin Park and Friends: Celebrate Life in Honor of Chester Bennington, concerto benefico dei Linkin Park organizzato in memoria di Chester Bennington. Sempre nel 2017 appare nel video di Boys di Charli XCX.
Nel 2019 collabora con Don Broco (Action), MAX (Lights Down Low) e Kohh (I Want a Billion).